# El sisè fill
El sisè nen (francès: Le Sixième Enfant) és una pel·lícula dramàtica francesa del 2022 dirigida per Léopold Legrand en el seu debut en el llargmetratge, que va coescriure-la amb Catherine Paillé. La pel·lícula està basada lliurement en la novel·la del 2018 Pleurer des rivières d'Alain Jaspard. És protagonitzada per Sara Giraudeau, Benjamin Lavernhe, Damien Bonnard i Judith Chemla. Es va estrenar mundialment al Festival de Cinema Francòfon d'Angulema el 24 d'agost de 2022, i va arribar als cinemes el 28 de setembre del mateix any. S'ha doblat i subtitulat al català.
Va ser produïda per Frédéric Brillion i Gilles Legrand per a Epithète Films en coproducció amb France 2 Cinéma. El rodatge va tenir lloc del 12 d'abril de 2021 al 28 de maig de 2021 a París.